# 다인면
다인면(多仁面)은 대한민국 경상북도 의성군의 면이다. 넓이는 89.73km2이고, 인구는 2013년 기준으로 4,364명이다.

## 교육
- 다인초등학교 (서릉리)
- 삼분초등학교 (폐교) : 다인면 문암길 117-48 (삼분리)
- 다인중학교 (도암리)

## 행정 구역
- 서릉1리, 서릉2리
- 산내리
- 가원1리, 가원2리
- 송호1리, 송호2리, 송호3리
- 도암1리, 도암2리
- 평림1리, 평림2리
- 덕지1리, 덕지2리, 덕지3리
- 덕미1리, 덕미2리
- 양서1리, 양서2리
- 용곡1리, 용곡2리, 용곡3리
- 봉정1리, 봉정2리
- 달제1리, 달제2리, 달제3리
- 삼분1리, 삼분2리, 삼분3리, 삼분4리
- 외정1리, 외정2리
- 신락1리, 신락2리, 신락3리
- 용무1리, 용무2리